# Maria Christina a celor Două Sicilii
Maria Christina a celor Două Sicilii (italiană Maria Cristina Ferdinanda di Borbone, principessa delle Due Sicilie, spaniolă María Cristina de Borbón, princesa de las Dos Sicilias; 27 aprilie 1806–22 august 1878), a fost regină a Spaniei (1829-1833) și regentă a Spaniei (1833-1840).

## Copilărie
Născută la Palermo, Sicilia, Italia la 27 aprilie 1806, a fost fiica regelui Francisc I al celor Două Sicilii și a celei de-a doua soții Maria Isabella a Spaniei. Prin tatăl său a fost descendentă a Habsburgilor din Austria.

## Căsătorie
Maria Christina s-a căsătorit cu unchiul ei, regele Ferdinand al VII-lea al Spaniei la 11 decembrie 1829 la Madrid. Ca și mama sa, Maria Isabella, Ferdinand a fost copil al regelui Carol al IV-lea al Spaniei și a soției lui, Maria Luisa de Parma. După moartea celei de-a treia soții, la 27 mai 1829, disperarea lui Ferdinand de a deveni tată și de a avea un moștenitor pentru coroana Spaniei l-a împins spre o nouă căsătorie după numai șapte luni.
Noua regină, Maria Christina, a născut rapid două fiice, Isabella (viitoarea regină Isabella) și Infanta Doña María Luísa Fernanda (1832–1897).  Când Ferdinand a murit la 29 septembrie 1833, Maria Christina a devenit regentă pentru fiica lor Isabella. Pretenția Isabellei la tron a fost contestată de unchiul ei, Infantele Don Carlos María Isidro Benito, Conte de Molina, care a pretins că fratele lui Ferdinand a schimbat în mod ilegal legea succesiunii permițând și femeilor să moștenească tronul. Unii suporteri ai lui Don Carlos au mers atât de departe încât să pretindă că Ferdinand a lăsat de fapt coroana fratelui său, dar că Maria Christina a suprimat acest fapt. De asemenea, s-a afirmat că regina a semnat în numele soțului ei mort un decret de recunoaștere a Isabellei ca moștenitor.
Încercarea lui Carlos de a acapara puterea a dus la războaiele carliste. În ciuda sprijinului considerabil acordat de Biserica Romano Catolică lui Carlos și a elementelor conservatoare din Spania, Maria Christina a păstrat cu succes tronul pentru fiica ei. Susținătorii Mariei Christina și a fiicei ei au favorizat o constituție liberală și politici sociale progresiste. În schimb, suporterii lui Carlos (numiți carliști) au favorizat o întoarcere la societatea tradițională și la monarhia absolută. În cele din urmă, loialitatea armatei pentru regina Isabella a II s-a dovedit problema decisivă în război.

## Recăsătoria și căderea

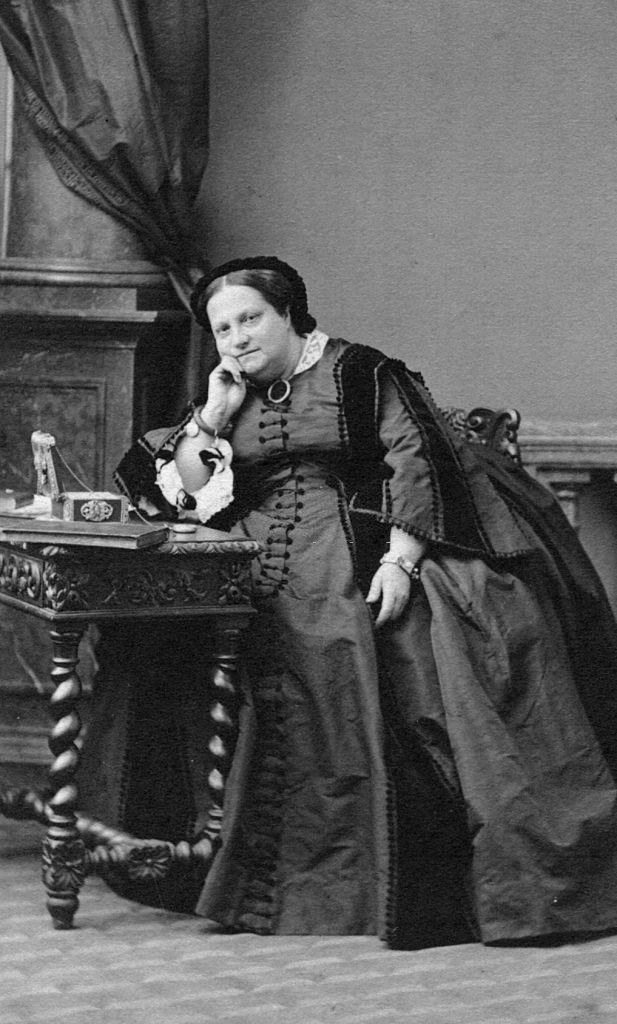
Maria Christina a Spaniei.

La 28 decembrie 1833, la scurtă vreme după decesul lui Ferdinand al VII-lea, Maria Christina s-a căsătorit în secret cu un fost sergent al gărzii regale, Agustín Fernando Muñoz, Duce de Riansares (1808–1873). Muñoz a primit titlul de Duce de Riansares. Maria Christina și Muñoz au avut câțiva copii împreună în timp ce au încercat să țină în secret căsătoria lor.
- Maria Amparo, Contesă de Vista Alegre (17 noiembrie 1834 - 19 august 1864)
- Maria de los Milagros, Marchiză de Castillejo (8 noiembrie 1835 – 9 iulie 1903)
- Agustin, Duce de Tarancon (1837 - 15 iulie 1855)
- Fernando, al 2-lea Duce de Riansares și Tarancon]] (27 aprilie 1838 – 7 decembrie 1910)
- Maria Christina, Marchiză de Isabella (19 aprilie 1840 – 20 decembrie 1921)
- Juan, Conte de Recuerdo (29 august 1844 – 2 aprilie 1863)
- Jose, Conte de Gracia (21 decembrie 1846 – 17 decembrie 1863)

În cele din urmă, știrea despre căsătoria Mariei Christina cu un soldat cu rang inferior a devenit publică. Vestea a făcut-o pe Ducesa de Riansares foarte nepopulară. Poziția ei a fost subminată de vestea recăsătoriei ei și de faptul că n-a mai fost susținută de miniștrii ei liberali. În cele din urmă, armata și liberalii i-au cerut să renunțe la regență. În 1840, comandantul armatei, generalul Baldomero Espartero, Conte de Luchana a înlocuit-o în funcția de regent.
Noul guvern a cerut ca fosta regentă să părăsească Spania. După o încercare nereușită de a recăpăta puterea, Maria Christina s-a retras permanent în exil în Franța după 1844.
O revoluție a îndepărtat-o de pe tron pe fiica ei Isabbela la 30 septembrie 1868 iar ea s-a alăturat mamei sale în exil în Franța. Isabella a II-a a renunțat la tron în favoarea fiului său Alfonso al XII-lea la 25 iunie 1870. Susținătorii lui Alfonso l-au făcut să înțeleagă clar că nici mama nici bunica sa nu puteau juca un rol activ în efortul de a restaura monarhia. Când Alfonso al XII-lea a recâștigat coroana Spaniei la 29 decembrie 1874, li s-a permis Mariei Christina și Isabellei a II-a să se întoarcă în Spania ca vizitatori dar nu li s-a permis să locuiască acolo definitiv.
Maria Christina a murit la Le Havre, Franța la 22 august 1878. Ca văduvă a lui Ferdinand al VII-lea și mamă a Isabellei a II-a, Maria Christina a fost înmormântată la El Escorial.

### Arbore genealogic
1. ↑  IdRef, accesat în 5 martie 2020